# Masud Alioglu
Masud Valiyev (Mahmudlu, 5 ottobre 1928 – Baku, 23 luglio 1973) è stato uno scrittore azero.

## Biografia
Masud Alioglu è nato il 5 ottobre 1928 nel villaggio Mahmudlu del distretto di Gubadli. Nel 1946 si è immatricolato alla Facoltà di Filologia dell'Università Statale dell'Azerbaigian. Dopo la laurea, ha iniziato la sua attività scientifica presso l'Istituto di Letteratura intitolato a Nizami dell'Accademia delle Scienze dell'Azerbaigian. All'età di 27 anni gli è stato conferito il titolo di Candidato in Scienze Filologiche per il suo lavoro di ricerca scientifica intitolato "Il tema della guerra civile nella nostra prosa", e all'età di 40 anni gli è stato conferito il titolo di Dottore in Scienze Filologiche per il suo lavoro di ricerca scientifica sul tema "I percorsi di sviluppo della prosa dell'Azerbaigian Sovietica".
Era famoso anche come importante critico letterario dell'Azerbaigian negli anni '50 e '60. Fino ai primi anni '60 era conosciuto solo come Masud Valiyev, poi la sua firma è diventato famosa anche come Masud Alioglu.
È autore di circa 100 articoli, monografie e libri di valore che illustrano l'opera di Nizami, Fuzuli, M. F. Akhundov, N. Vezirov, S. S. Akhundov, A. Hagverdiyev, J. Mammadguluzade, M. A. Sabir, M. Hadi, H. Javid, Y. V. Chamanzaminli, Sheikh Muhammad Khiyabani, Shahriyar e altri scrittori famosi, nonché il panorama della letteratura contemporanea del suo tempo.
È autore della prima serie di articoli e della fondamentale monografia "Husejn Javid", che ha dato riscatto letterario a Hüsejn Cavid, le cui opere furono proibite durante l'era sovietica.
Masud Alioglu morì all'età di 44 anni a Baku il 23 giugno 1973.

## Famiglia
È figlio dello Scrittore del Popolo Ali Valiyev e padre della Scrittrice del Popolo Afag Masud.

## Ricordo
Il 25 settembre 2018 si è tenuta una sessione scientifica dedicata al 90º anniversario di Masud Alioglu nella sala riunioni elettronica dell'Istituto di Letteratura Nizami Ganjavi.

## Opere
- Drammaturgia di J. Mammadguluzade – Casa Editrice “Azerneshr”, 1954
- S. S. Akhundov – Casa Editrice “Azerneshr”, 1956
- Amici dell’ideologia – Casa Editrice “Azerneshr”, 1961[5]
- Rasul Rza – Casa Editrice “Azerneshr”, 1960
- Un uomo nuovo nella letteratura – Casa Editrice “Azerneshr”, 1964[5]
- Fratelli dell’ideologia – Casa Editrice “Azerneshr”, 1966[5]
- Pensieri del critico – Casa Editrice “Azerneshr”, 1968
- Frammenti letterari – Casa Editrice “Azerneshr”, 1974[5]
- Il romanticismo di H. Javid — Casa Editrice “Azerneshr”, 1975
- Il desiderio e il mestiere – Casa Editrice “Yazichi”, 1980[5]
- Amore ed eroismo – Casa Editrice “Yazichi”, 1979[5]
- Persone annoiate (in due volumi) – Casa Editrice “Elm e Tehsil”, 2009[5]
- Persone annoiate (opere selezionate). Baku, Casa Editrice “Tehsil” – 2018, 792 pagine ISBN 978-9952-518-05-4